# Карташов Микола Іванович
Карташов Микола Іванович (нар. 25 січня 1938 — 15 вересня 2016) — професор, член-кореспондент Національної академії аграрних наук України, завідувач кафедри клінічної діагностики та клінічної біохімії Харківської державної зооветеринарної академії.

## Біографія
Микола Іванович народився 25 січня 1938 року в селі Пристень Валуйського району Бєлгородської області.
Протягом 1952-1955 років був студентом Валуйського медичного училища.
З липня 1955 по червень 1961 років був завідувачем пункту с. Смородине Бєлгородської області.
З 1961 по 1962 роки був інструктором оргвідділу райкому КПРС м. Грйворон Бєлгородської області.
Протягом 1962-1967 років був студентом ветеринарного факультету Харківського зооветеринарного інституту.
З січня 1968 по квітень 1971 роки був аспірантом кафедри хімії та біохімії сільськогосподарських тварин Харківського зооветеринарного інституту.
У 1971 році захистив дисертацію на тему «Процессы регенерации макроэргов в клетках и субклеточных структурах тканей у мясных цыплят и гибридов»,  присуджено науковий ступінь кандидата біологічних наук.
Протягом 1971-1973 років був асистентом кафедри хімії та біохімії сільськогосподарських тварин Харківського зооветеринарного інституту.
З листопада 1973 по жовтень 1980 року був секретарем парткому Харківського зооветеринарного інституту.
Протягом 1973-1982 років працював на посаді доцента кафедри хімії та біохімії сільськогосподарських тварин Харківського зооветеринарного інституту.
30 січня 1976 року Миколі Івановичу було присвоєно вчене звання доцента при кафедрі біохімії.
Протягом 1982-1989 років був проректором з навчальної роботи Харківського зооветеринарного інституту.
Протягом 1989-2001 років був ректором Харківського зооветеринарного інституту.
У 1991 році було присвоєно вчене звання професора по кафедрі хімії і біохімії.
17 травня 1995 року Микола Іванович був обраний членом-кореспондентом УААН із спеціальності біохімія тварин.
Протягом 2001-2016 років працював завідувачем кафедри клінічної діагностики та клінічної біохімії Харківської державної зооветеринарної академії.
15 вересня 2016 року пішов із життя. Похований на Малоданилівському кладовищі.

## Візднаки та нагороди
- трудова відзнака «Знак пошани» (2006);
- почесні грамоти Міністерства аграрної політики та продовольства України;
- почесні грамоти Харківської обласної державної адміністрації;
- медалі.

## Праці
Микола Іванович автор та співавтор 150 наукових праць, у тому числі 13 підручників та навчально-методичних посібників, 8 патентів.